# Ото Свердруп
Ото Нойман Кноф Свердруп (на норвежки: Otto Neumann Knoph Sverdrup) е норвежки полярен изследовател, кавалер на ордена „Св. Олаф“ за изследването на Канадския арктичен архипелаг.

## Биография

### Произход и младежки години (1854 – 1888)
Роден е на 31 октомври 1854 година в Биндал, Норвегия, второ от десетте деца в семейството на селянин. Пръв негов учител е баща му. На 10-годишна възраст Ото става ловец, а на 14 години убива първата си мечка.
На 17 години постъпва в китоловния флот, плава в Северния ледовит океан и на 25 години получава диплома за капитан на кораб. Плава на презокеанските параходи до САЩ и свободно владее английски език.

### Експедиционна дейност (1888 – 1902)

#### Експедиция в Гренландия (1888)
Своята експедиционна дейност Свердруп започва късно, едва на 34-годишна възраст. С Фритьоф Нансен Свердруп се запознава през 1887 и през 1888 участва в неговата експедиция. През август-септември 1888 Нансен, заедно с Ото Свердруп и още четирима души, първи в историята пресичат Гренландия на ски по 64º с.ш. от изток на запад, на протежение от 560 км. Събират богат материал за релефа, климата, характера на ледообразуването, растителния и животински свят, етнографията, бита и обичаите на ескимосите.

#### Командир на „Фрам“ (1893 – 1896)
Когато Нансен предприема знаменитото си плаване към Северния полюс на кораба „Фрам“, поканва за капитан на кораба Свердруп, който с чест изпълнява поставената му задача. От 14 март 1895 до 20 август 1896, по време на отсъствието на Нансен при похода му към полюса, Свердруп е началник вместо него на цялата експедиция.

### Следващи години (1902 – 1930)
През есента на 1907 Свердруп пристига в Куба, където закупува захарна плантация, но не успява да се справи със земеделието и след няколко години се връща в Норвегия.
През 1914 Свердруп с кораба „Еклипс“ е поканен от руското правителство да участва в операции по търсенето и спасението на експедициите на Георгий Седов, Владимир Русанов и Георгий Брусилов, които изчезват в продължение на една година. След като зимува на северозападното крайбрежие на п-ов Таймир „Еклипс“ се придвижва на север и в края на август Свердруп вторично открива остров Уединение (77°30′ с. ш. 82°20′ и. д. / 77.5° с. ш. 82.333333° и. д., 20 км2).
През 1920 на ледоразбивача „Красин“ отново плава в Карско море за спасяване на замръзналия в ледовете параход „Малигин“, а през 1921 възглавява конвой от пет кораба, които доставят храни и стоки на гладуващото население в устията на Об и Енисей.
Умира на 26 ноември 1930 година в градчето Сандвик близо до Осло, на 76-годишна възраст.

## Памет
Неговото име носят:
- връх Свердруп (77°16′ с. ш. 102°33′ и. д. / 77.266667° с. ш. 102.55° и. д., 193 м) в северната част на п-ов Таймир;
- залив Свердруп (75°27′ с. ш. 86°12′ з. д. / 75.45° с. ш. 86.2° з. д.) на северното крайбрежие на остров Девън, Канадски арктичен архипелаг;
- Земя Свердруп, южната част на остров Елсмиър, Канадски арктичен архипелаг;
- ледник Свердруп (75°34′ с. ш. 58°03′ з. д. / 75.566667° с. ш. 58.05° з. д.) на западния бряг на Гренландия;
- ледник Свердруп (75°41′ с. ш. 83°16′ з. д. / 75.683333° с. ш. 83.266667° з. д.) в североизточната част на остров Девън, Канадски арктичен архипелаг;
- нос Свердруп (70°59′ с. ш. 104°18′ з. д. / 70.983333° с. ш. 104.3° з. д.) на източния бряг на остров Виктория, Канадски арктичен архипелаг;
- остров Свердруп (74°35′ с. ш. 79°27′ и. д. / 74.583333° с. ш. 79.45° и. д.) в Карско море;
- остров Свердруп (82°56′ с. ш. 45°58′ з. д. / 82.933333° с. ш. 45.966667° з. д.) в море Линкълн край северното крайбрежие на Гренландия;
- о-ви Свердруп в северната част на Канадския арктичен архипелаг, включващ островите Аксел Хайберг, Амунд Рингнес, Елеф Рингнес и др.;
- проток Свердруп (76°11′ с. ш. 95°00′ и. д. / 76.183333° с. ш. 95° и. д.) в Карско море между островите Нансен на северозапад и Боневи на югоизток в архипелага Норденшелд;
- проток Свердруп (80°00′ с. ш. 97°45′ з. д. / 80° с. ш. 97.75° з. д.) в Северния ледовит океан между островите Аксел Хайберг на изток и Миен на запад, Канадски арктичен архипелаг;
- проход Свердруп (79°08′ с. ш. 80°30′ з. д. / 79.133333° с. ш. 80.5° з. д.) в централната част на остров Елсмиър, Канадски арктичен архипелаг.

На името на Едвард Бай е наречен Бей фиорд (78°55′ с. ш. 83°30′ з. д. / 78.916667° с. ш. 83.5° з. д.), на западното крайбрежие на остров Елсмиър в Канадския арктичен архипелаг.

## Съчинения
- „New land; four years in the Arctic regions“ (v. 1 – 2, 1904);
- „Under russisk flag“ (1928).